# Ethel și Julius Rosenberg

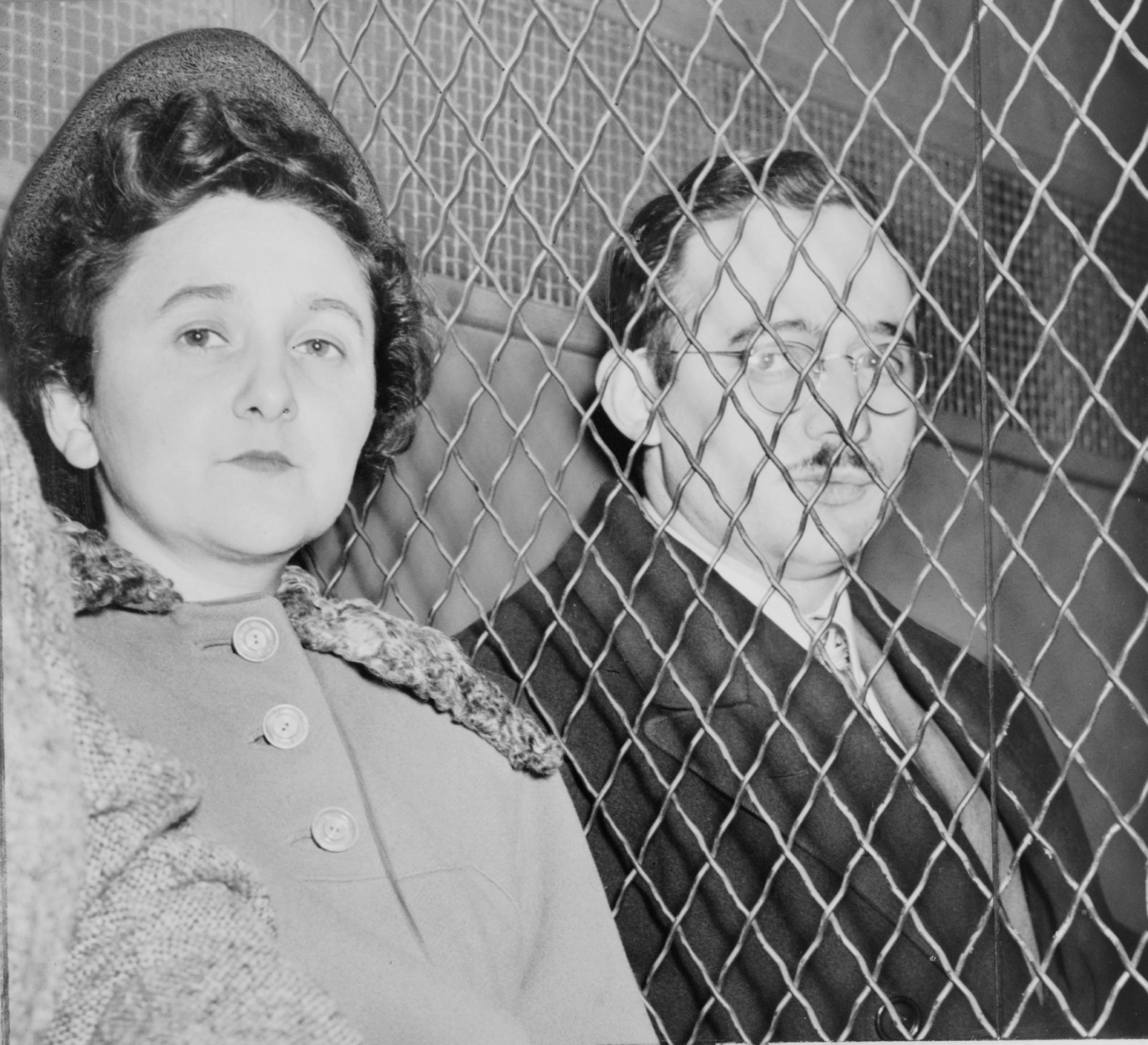
Ethel și Julius Rosenberg

Ethel și Julius Rosenberg au fost doi cetățeni americani, judecați și condamnați la moarte sub acuzația de spionaj în favoarea Uniunii Sovietice, îndeosebi pentru furnizarea datelor secrete privind bomba atomică. Procesul Rosenberg a avut răsunet mare în anii 1950. Cazul Rosenberg continuă să fie controversat și astăzi. Sentința de condamnare la moarte a fost pronunțată la 5 aprilie 1951, iar execuția a avut loc la 19 iunie 1953 în închisoarea Sing-Sing din statul New York.

## Date biografice
Julius Rosenberg s-a născut la 12 mai 1918, iar Ethel Greenglass la 28 septembrie 1915 în New York. Amândoi au aderat în 1936 la Liga Tineretului Comunist din Statele Unite. S-au căsătorit după trei ani. Au avut doi fii, Robert și Michael Rosenberg. După execuția părinților, copiii au fost adoptați de Abel și Anne Meeropol.

## Activitatea de spionaj
David Greenglass, fratele lui Ethel Rosenberg, a participat în Los Alamos, New Mexico la Proiectul Manhattan, în cadrul căruia se desfășurau lucrările de dezvoltare a primei bombe atomice din SUA. Informațiile au fost transmise serviciului de contrainformații al armatei sovietice GRU (Glavnoie Razvedîvatelnoie Upravlenie). În 1950, în cadrul proiectul VENONA, a fost demascat, ca spion sovietic, fizicianul atomist Klaus Fuchs, originar din Germania. Ancheta a relevat că la transmiterea de informații către sovietici participau și David Greenglass și soții Rosenberg. (Proiectul VENONA a fost o conlucrare a serviciilor de informații americane și a serviciului britanic MI6 menită să depisteze și descifreze mesajele de la și către serviciile de informații sovietice.)

## Procesul
Ethel și Julius Rosenberg au fost singurele persoane civile americane inculpate pentru spionaj în timpul Războiului Rece. Au ajuns în centrul atenției publice din SUA în toiul unei campanii anticomuniste în mediile de informare, îndeosebi pe fundalul investigației parlamentare anticomuniste coordonată de senatorul republican Joseph McCarthy. Se pare că a jucat un rol faptul că soții Rosenberg erau evrei. Procurorul Roy Marcus Cohn a demarat procesul penal împotriva cuplului Rosenberg. Unii comentatori au considerat că pedeapsa capitală fost exagerată. Sentința a fost pronunțată în aprilie 1951, iar execuția (pe scaunul electric) a avut loc la 19 iunie 1953 în închisoarea Sing-Sing. Mulțumită informațiilor tehnice furnizate de soții Rosenberg, Uniunea Sovietică și-a putut construi arma nucleară proprie.

## Stadiul actual al cercetării istoriografice
Potrivit datelor celor mai recente, Julius Rosenberg a fost realmente spion, însă a furnizat documente de relevanță militară minoră. Aceasta reiese în primul rând din depoziția ofițerului sovietic de contrainformații Aleksandr Feklisov, făcută la sfârșitul Războiului Rece. Feklisov, care îl racolase pe Rosenberg și îi fusese ofițer de legătură, a precizat că soția lui Rosenberg, Ethel, a fost inocentă.
O altă persoană implicată, Morton Sobell, coinculpat în proces, a declarat, într-un interviu publicat în septembrie 2008 în cotidianul The New York Times, că Julius Rosenberg a acționat ca spion și că soția sa, Ethel, știa, dar că nu s-a implicat în activitatea soțului.
Transmiterea informațiilor relevante pentru construirea bombei atomice sovietice a fost în principal făcută, potrivit propriei mărturisiri, de Theodore Alvin Hall, om de știință, care lucra la Los Alamos și care era agent dublu. 
Datele serviciilor secrete făcute publice în 1995 arată că acesta considera că monopolul american în ce privește tehnologia de producere a bombei atomice este periculos și că singura atitudine corectă era să încerce să rupă acest monopol. Americanii au împărtășit ulterior britanicilor și canadienilor tehnologia nucleară, nu însă și rușilor cu care erau/au fost aliați, fapt care îi lasă și azi (2013) pe unii autori în dubiu dacă nu s-ar fi putut evita o cursă a înarmării nucleare în măsura în care americanii ar fi decis să împărtășească tehnologia relevantă și sovieticilor.